# Abdul Rahim Hatef
Abdul Rahim Hatef (Kandahar, 7 de juliol de 1926 - Alphen aan den Rijn, 19 de agost de 2013) fou un polític afganès. Va exercir com a vicepresident durant els últims anys de la República Democràtica de l'Afganistan i va ser president provisional de l'Afganistan durant dues setmanes a l'abril de 1992, després de l'enderrocament del president Mohammad Najibullah i fins a la caiguda de Kabul.

## Biografia
D'origen paixtu, Abdul Rahim Hatef era fill d'un famós líder religiós. Es va graduar a l'escola secundària "Habibi" a Kabul (1945) i al departament de literatura de la Universitat de Kabul (1949).
El 1953 va ser nomenat cap de departament de publicitat i publicació del sistema de gestió d'obres de reg de Helmand. Però el mateix any va deixar l'administració pública, involucrant-se en activitats públiques i comercials.
El 1965 va ser elegit al parlament. Durant una de les sessions, un diputat va intentar colpejar amb un micròfon el diputat Babrak Karmal, i Hatef s'hi va interposar, per la qual cosa va rebre el cop.
Va participar en la Loya Jirga (assemblea) de 1977, organitzada pel règim de Mohammed Daud per a l'adopció d'una nova constitució.
Va col·laborar activament amb el règim del Partit Democràtic Popular de l'Afganistan (PDPA) durant els governs de Karmal i Najibullah. Des de 1981 va ser membre de la direcció del Front Nacional Patriòtic, una organització creada per iniciativa del PDPA per agrupar els simpatitzants no-marxistes, més tard anomenat Front Nacional. En el període 1985-1990 va ser President del Consell Central del Front Nacional. Entre 1986 i 1987 va ser membre del Presidium del Consell Revolucionari. Va ser crític amb l'actuació del PDPA.
El gener de 1987 es va convertir en president de la Comissió de Reconciliació Nacional, organisme creat per posar fi a la Guerra Civil Afganesa. El 1989 es va convertir en vicepresident del Consell Suprem de Defensa de la Pàtria.
Amb la renúncia de Najibullah davant l'avenç mujahidí, es va convertir en president interí de l'Afganistan. El 28 d'abril de 1992 va participar en la transferència de poder als mujahidins. Després d'ella, va partir a l'exili als Països Baixos.